# Anagrus erythroneurae
Anagrus erythroneurae är en stekelart som beskrevs av S. Trjapitzin och Chiappini 1994. Anagrus erythroneurae ingår i släktet Anagrus och familjen dvärgsteklar. Inga underarter finns listade i Catalogue of Life.